# Lemuy (Chile)
Lemuy (Mapudungun für bewaldet) ist eine Insel im Süden Chiles in der Región de los Lagos. Sie ist die drittgrößte Insel des Chiloé-Archipels nach Chiloé selbst und Quinchao. Sie hat eine Fläche von 97 km². Die Insel ist landwirtschaftlich geprägt, leicht hügelig und mit einer stündlich verkehrenden Autofähre von der größeren Isla de Chiloé leicht zu erreichen.
Auf der Insel liegen neun Ortschaften, die zusammen die Samtgemeinde (communa) Puqueldón mit 4125 Einwohnern bilden.
An der Nordküste:
- Puqueldón
- Aldachildo
- Ichuac

An der Südküste:
- Chulchuy. Von hier verkehrt die Fähre nach Huicha unweit von Chonchi auf der größeren Nachbarinsel Chiloé.
- Lincay, mit um 1900 erbauter Holzkirche
- Liucura, mit einer um die Mitte des 19. Jahrhunderts erbauten Holzkirche[1]

An der Ostküste:
- Detif
- Puchilco. In der Holzkirche aus dem 19. Jahrhundert befinden sich sehenswerte Gemälde des peruanischen Künstlers Miguel Gamarra.[1]

In der Inselmitte:
- San Agustín, das einzige Dorf der Insel, das nicht an der Küste liegt. Im Ortskern ist eine Holzkirche vom Beginn des 20. Jahrhunderts sehenswert, im Wald unweit des Dorfes das kleine Heiligtum La Animita vom Ende des 19. Jahrhunderts.[1]

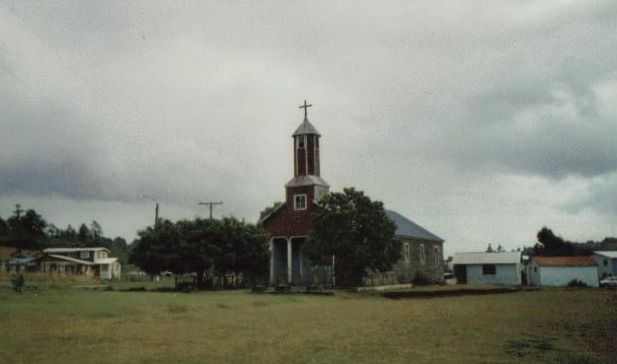
Kirche in San Agustín

Einige der Holzkirchen von Lemuy, nämlich Jesús Nazareno in Aldachildo, Virgen de la Candelaria in Ichuac und Virgen de Lourdes in Detif, wurden 2000 gemeinsam mit anderen des Chiloé-Archipels in das Weltkulturerbe der UNESCO aufgenommen.
Die Kirche Iglesia San Jesús Nazareno in Aldachildo an der Nordküste der Isla Lemuy wurde gegen Ende des 19. Jahrhunderts erbaut und am 10. August 1999 zum Nationalen Kulturdenkmal erklärt, bevor sie im November 2000 in das Weltkulturerbe aufgenommen wurde. Renovierungen – vor allem im Bereich von Turm und Fassade – erfolgten 2005 und 2007. Die weithin sichtbare Kirche befindet sich im Ortskern unweit des Strandes.